# Nuncia sublaevis
Nuncia sublaevis is een hooiwagen uit de familie Triaenonychidae.